# Leon Jackson
Leon Jackson (sinh Ngày 30 tháng 12 năm 1988) là một ca sĩ người Scotland đã chiến thắng mùa giải thứ tư của chương trình truyền hình tài năng nước Anh "The X Factor" năm 2007. Sau chiến thắng tại The X Factor, Leon là nhân vật chính trong series mang tên "Leon’s Life" trên chính website của mình từ năm 2007 đến 2008. Album đầu tiên của Jackson mang tên "Right Now" (2008) kết thúc năm với vị trí thứ 75 trong bảng xếp hạng các album bán chạy nhất tại UK. Album bao gồm 3 ca khúc chính là "Don’t Call This Love", "Creative" và "Stargazing".
Single đầu tiên của Leon – "When You Believe" là một bản cover ca khúc song ca nổi tiếng của Whitney Houston và Mariah Carey, được viết bởi Stephen Schwartz, vốn là single bán chạy thứ 92 trong thập niên 2000. Ca khúc xếp thứ 3 trong bảng xếp hạng single bán chạy nhất trong năm 2007 tại UK (xếp sau Bleeding Love của Leona Lewis và Umbrella của Rihanna) và nó cũng giúp Leon đánh bại Mika, Take That, Mark Ronson để giành vị trí quán quân trong bảng xếp hạng đĩa đơn của nam nghệ sĩ bán chạy nhất năm 2007 tại UK.

## Cuộc đời và sự nghiệp ca hát

### 1988–2007
Leon Jackson sinh tại Whitburn, West Lothian, Scotland. Trước khi theo đuổi sự nghiệp âm nhạc, Leon từng là một trợ lý bán lẻ tại Gap. Anh hâm mộ đội bóng Ranger F.C. là fan của nhạc jazz đương đại và thần tượng Michael Bublé. Anh từng nói karaoke và karate là hai thứ khiến anh cảm thấy hạnh phúc trong những năm tháng thanh thiếu niên. Leon đạt được đai đen karate khi mới 10 tuổi. Trước khi xuất hiện trong The X Factor, Jackson dự định theo học ngành kiến trúc tại đại học Edinburgh Napier University.
Leon bắt đầu sự nghiệp biểu diễn từ năm 2007. Anh muốn theo đuổi sự nghiệp ca hát, chính vì vậy Leon đã tham gia The X Factor. Sau khi đạt giải cao tại cuộc thi, anh đã trì hoãn việc theo học tại đại học Edinburgh Napier.

### 2007–2008:The X Factor

Jackson performing live in 2008 on Hogmanay Live

Vào năm 2007, Leon Jackson tham gia buổi thử giọng cho chương trình The X Factor mùa thứ 4 tại Glasgow, được ghi hình tại khách sạn Crowne Plaza. Suốt cuộc thi, anh nhận được sự cố vấn từ Dannii Minogue. Sau khi tiến qua các vòng loại, Leon tiến thẳng vào vòng chung kết vào ngày 15 tháng 12 năm 2007. Tại đêm chung kết, anh biểu diễn song ca ca khúc "Better the Devil You Know" cùng với Kylie Minogue và 3 ca khúc đơn ca khác. Sau khi số lượng bình chọn từ khán giả được công bố, Leon bước lên bục chiến thắng với giải thưởng là một hợp đồng thu âm trị giá 1 triệu bảng Anh từ công ty Syco - Sony BMG..
Chiến thắng của Leon Jackson gây bất ngờ lớn cho công chúng và được miêu tả là "cú sốc lớn nhất trong lịch sử bình chọn của các chương trình truyền hình thực tế"." Louis Walsh, giám khảo của The X Factor tiết lộ rằng Leon chiến thắng bằng việc giành được 10% tổng số phiếu bầu. Một số lượng lớn khán giả phàn nàn với nhà tổ chức rằng họ không thể bình chọn được cho Rhydian Roberts, đối thủ của Leon trong đêm chung kết.Tuy nhiên ban tổ chức đã bác bỏ và cho rằng không có sự bất công bằng nào cả. Hơn 12 triệu khán giả theo dõi đêm chung kết đã miêu tả chiến thắng của Leon là "không thực tế".
Vào tháng 12 năm 2007, Leon được mời tham gia biểu diễn cùng ca sĩ người Canada Michael Bublé tại Wembley Arena. Anh được Bublé mời biểu diễn cùng ca khúc "Home" do ca sĩ người Canada ấn tượng với khả năng ca hát của Leon. Leon Jackson nói rằng đó là khoảnh khắc đáng nhớ nhất cuộc đời anh do Michael Bublé chính là thần tượng của anh. Leon là thí sinh duy nhất được biểu diễn tại Wembley khi đang tham dự cuộc thi The X Factor.
Đĩa đơn đầu tiên của Leon – "When You Believe", bài hát của người chiến thắng được soạn bởi Stephen Schwart ra mắt trên hệ thống download vào ngày 16 tháng 12 năm 2007 và dưới dạng đĩa CD vào ngày 19 tháng 12 năm 2007. Ca khúc đạt vị trí thứ nhất trong bảng xếp hạng đĩa đơn trong mùa giáng sinh tại UK.
Vào ngày 11 tháng 2 năm 2008, Leon bắt đầu tour diễn "X Factor Live" tại Odyssey Arena, Belfast, Bắc Ireland cùng với Rhydian Roberts. Tour diễn tiếp tục với nhiều điểm đến trên sắp UK cho tới đêm cuối cùng vào ngày 21 tháng 3 tại London’s Wembley Arena.

### 2008–2009:Right Now

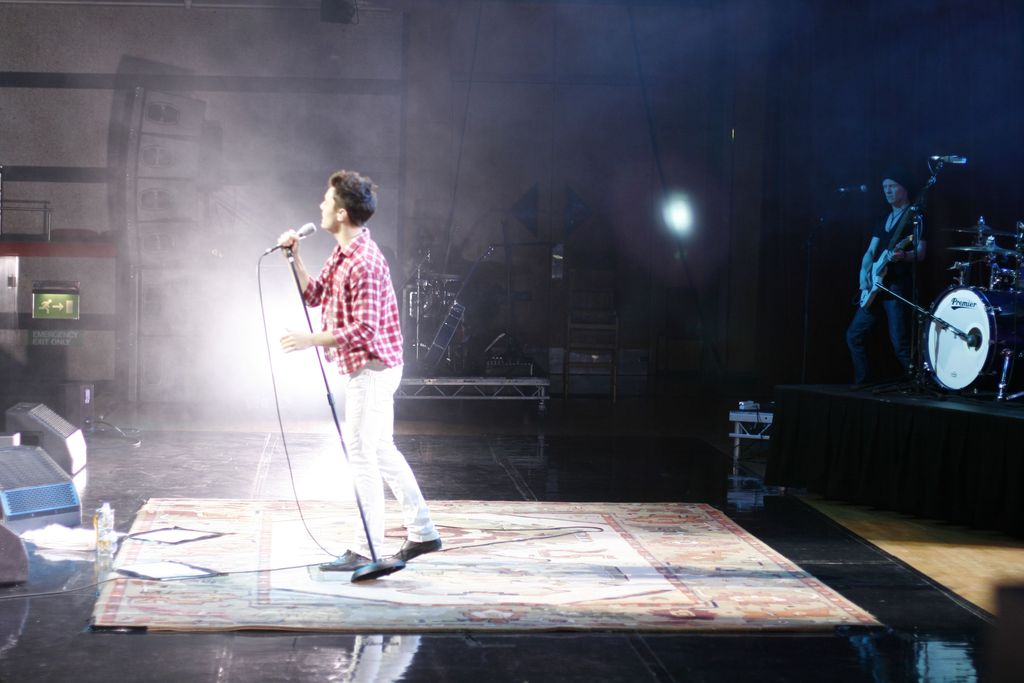
Jackson performing live during the Right Now UK Tour (2009)

Đĩa đơn đầu tiên của Leon, bản cover ca khúc song ca nổi tiếng của Whitney Houston và Mariah Carey – "When You Believe" bắt đầu bán trên hệ thống online vào thứ tư ngày 19 tháng 12 năm 2007. Đĩa đơn này được coi là đĩa đơn tiêu thụ nhanh nhất trong năm 2007 với dự đoán đạt 300.000 bản vào ngày chủ nhật. Tại Woolworths, mỗi phút ca khúc bán được 40 bản. Không bất ngờ khi "When You Believe" đạt vị trí thứ nhất trong bảng xếp hạng các ca khúc mùa giáng sinh tại UK. Đây là lần đầu tiên một ca sĩ Scotland có được vị trí này trong lịch sử.
Với cương vị quán quân, Leon được mời biểu diễn tại tập đầu tiên của chương trình thực tế "The X Factor" mùa thứ 5 vào ngày 11 tháng 11 năm 2008. Tại đây, anh đã biểu diễn ca khúc "Don’t Call This Love", đĩa đơn thứ hai của anh trong album Right Now. Ca khúc được phát hành ngay trong ngày tiếp theo và đạt vị trí thứ 3 trong bảng xếp hạng các đĩa đơn tại UK và thứ 8 tại Ireland..
Album Right Now được phát hành vào ngày 20 tháng 11 năm 2008, bước đầu đạt vị trí thứ 4 trong Top 40 album cuối tuần tháng 11 năm 2008. Album tiếp tục duy trì top 75 trong vòng 6 tuần nữa. Tại Ireland, album đạt vị trí thứ 7 và duy trì trong bảng xếp hạng được 5 tuần. The second single from the album, "Creative", was released as a download-only purchase in late 2008. It peaked at #94 on ngày 29 tháng 11 năm 2008 on the UK Singles chart. Đĩa đơn thứ hai của album – Creative cho phép tải về vào cuối năm 2008. Nó đạt vị trí thứ 94 trong bảng xếp hạng tại UK cùng tuần. Đĩa đơn thứ 3 "Stargazing" được ra mắt trên radio vào tháng 1 năm 2009 và chỉ phát hành phiên bản download. Để quảng bá cho album Right Now, Leon tích cực biểu diễn tại các show truyền hình như GMTV, This Morning và The X Factor.
Vào tháng 7 năm 2008, một lần nữa Bublé mời Leon biểu diễn cùng mình tại sân khấu của Glasgow SECC cho album "Lost". Tháng 12 năm 2008, Leon biểu diễn tại Edinburgh. Tuy nhiên anh đã không thể duy trì các buổi event do vấn đề về viêm họng..
Album Right Now bán được 130.000 bản và Leon bị hãng Sony BMG bỏ rơi. Sau đó anh đã làm việc với các nhà sản xuất âm nhạc khác để tổ chức một buổi biểu diễn tại UK, sẽ diễn ra vào tháng 5 hoặc tháng 6 năm 2009. Tuy nhiên tour diễn toàn UK này đã không diễn ra suôn sẻ như kế hoạch mà bị hủy bỏ phần lớn các buổi diễn do nhiều lý do khách quan.

### 2010–nay: Rời bỏ Sony và Album thứ hai
Vào năm 2009, Leon tiết lộ anh đang làm việc cùng một studio mới để cho ra một album nhiều chất acoustic, khác với dòng nhạc jazz và soul genre của album Right Now. Mặc dù bị Sony BMG bỏ rơi và chưa tìm được hãng đĩa mới nhưng Leon hi vọng có thể cho ra mắt album thứ hai một cách độc lập.
Leon bay đến Los Angeles vào tháng 5 năm 2010 để làm việc với các nhà soạn nhạc Ernie Halter cho album mới của mình. Anh cũng tự viết một vài ca khúc cho chính mình. Trong khi làm việc tại L.A, Leon tham gia biểu diễn tại "The Gypsy Lounge" cùng nhiều nghệ sĩ Mỹ khác.
Tháng 5 năm 2010, Leon được bầu chọn là nhân vật thất bại vĩ đại thứ hai trong các show truyền hình thực tế. Anh từng thề rằng sẽ không bao giờ biểu diễn lại ca khúc "When You Believe", gọi sự thành công tại X-Factor như một lời nguyền và cho biết đã không còn liên lạc với cố vấn âm nhạc Dannii Minogue hay Simon Cowell kể từ khi bị bỏ rơi bởi Syco Music. Leon từ nói rất thất vọng với Cowell sau khi đọc được thông tin trên báo rằng Cowell đã bỏ rơi anh.
Leon có một tour biểu diễn mùa hè trong năm 2010, tại đó anh sẽ biểu diễn các ca khúc ascoutic mới do các nhà soạn nhạc Mỹ và chính anh sáng tác. Buổi biểu diễn đầu tiên vào ngày 8 tháng 6 tại Hafl Moon, Putney, London. Buổi biểu diễn thứ hai vào ngày 10 tháng 7 tại ABC Glasgow và buổi biểu diễn cuối cùng tại O2 Academy Birmingham vào ngày 31 tháng 7 năm 2010.
Leon tham gia giải thưởng BRIT Awards 2011 vào ngày 16 tháng 2 năm 2011 dưới danh nghĩa hãng đĩa Universal Records. Leon đang phát triển các chất liệu nhạc mới, tự học guitar và piano để viết các ca khúc. Một số ca khúc được anh biểu diễn tại tour diễn lễ hội mùa hè 2011 như 'Never Left The Ground', 'Ode to Isabel', 'The Other Side', 'See It Through Your Eyes' and 'Wounded by Love'..
Leon được cho là đã viết ca khúc "Sick Love" cùng với thí sinh The Voice UK - Vince Kidd.

## Hoạt động khác
Leon ủng hộ quỹ trẻ em Children’s Hospice Association Scotland (CHAS), một tổ chức từ thiện Scotland thành lập để chăm sóc cho các trẻ em có hoàn cảnh khó khăn. Leon viết trên website của mình: "As far as team Leon is concerned music is about life not the other way round. It’s a privilege to be able use your gifting to bring joy to people, travelling and paying the bills is a bonus".
Sau chiến thắng tại The X Factor, Leon xuất hiện trong series "Leon’s Life" trên chính website của anh thông qua mạng xã hội Bebo. Series bắt đầu từ tháng 12 năm 2007 tới giữa năm 2008..

## Giải thưởng
Vào tháng 4 năm 2008, Leon được nhận giải thưởng Sunday Mail Young Scot Award tại Glasgow City Hall do là hình mẫu tích cực của những người trẻ tuổi. Năm 2011, Leon là host của giải thưởng Sunday Mail Young Scot Award được tổ chức vào tháng 8 năm 2011 tại khách sạn Glasgow International Hilton.
Vào tháng 5 năm 2011, Leon được đề cử tại Johnnie Walker Blue Label "Great" Awards.

## Các Tour diễn
Headlining
- The X Factor 2008 Tour (2008)
- Right Now (2009)
- Live & Acoustic 2010 Summer Tour (2010)
- Watchet music festival (2011)

Supporting
- Sandi Thom 2009 Homecoming Scotland Tour (Support act in Glasgow)

## Discography
Studio albums
- Right Now (2008)

## Phim
- Leon's Life (2007–2008): Bản thân anh[1]